# Pamela Brown
Pamela Mary Brown, född 8 juli 1917 i Hampstead, London, död 19 september 1975 i Avening, Gloucestershire, var en brittisk skådespelerska.

## Utmärkelser
Brown vann ett Primetime Emmy Award för bästa kvinnliga biroll för sin insats i Victoria Regina 1962.

## Rollista i urval
- 1942 – Ett av våra bombplan saknas
- 1945 – Det hände i Skottland
- 1951 – Hoffmanns äventyr
- 1955 – Richard III
- 1956 – Han som älskade livet
- 1961 – Victoria Regina (TV-film)
- 1963 – Cleopatra
- 1964 – Becket
- 1966 – En kul grej hände på väg till Forum
- 1969 – Svart spegel
- 1970 – En vacker dag kan man se hur långt som helst
- 1970 – Svindlande höjder